# سيد أوين (لاعب كرة قدم)
سيد أوين (بالإنجليزية: Syd Owen)‏ هو لاعب كرة قدم بريطاني (وحمل سابقاً جنسية المملكة المتحدة لبريطانيا العظمى وأيرلندا) في مركز الهجوم، ولد في 1885 في المملكة المتحدة، وتوفي في 22 أغسطس 1925 في بلاكبول في المملكة المتحدة. لعب مع بورت فايل وستوك سيتي وستوكبورت كونتي وليستر سيتي ونادي بلاكبول ونادي نورثن نومادز ومنتخب إنجلترا الوطني لكرة القدم للهواة ‏ وNewcastle Town F.C. ‏.